# カーライル (攻撃輸送艦)
カーライル（英語: USS Carlisle (APA-69) ）は、アメリカ海軍のギリアム級攻撃輸送艦の一隻。
名称はケンタッキー州カーライル郡にちなむ。

## 艦歴
「カーライル」はアメリカ海事委員会の契約下、コンソリデーテッド・スチールサンペドロ造船所で起工、Mrs.E.C.Personsスポンサーの下、1944年7月30日に進水。1944年11月28日に海軍に取得され翌日就役した。

### 第二次世界大戦
艤装工事の1週間後にあたる1944年12月4日、「カーライル」はタグボート2隻によりターミナル島にある乾ドックへと曳航、係留され追加の艤装調整や修理、準備を施した。
1944年12月10日に「カーライル」はサンペドロの消磁施設へと向かった。翌日から数週間かけて現地で集中的に砲火演習を行い、点検の後に最終調整を終え、翌日サンペドロを出港した。
1945年1月23日、「カーライル」は水兵や海兵隊員、貨物を乗せサンディエゴを離れ、真珠湾へ出航、その後サンフランシスコへと戻り修理を施しサンペドロで貨物と兵員を乗せ真珠湾へと戻った。4月2日から6月5日の間、「カーライル」は海兵隊の訓練及び輸送任務に従事した。

### 戦後
戦後、「カーライル」はマジックカーペット作戦の命を受けギワン泊地に向かい、20名の米海軍士官と4名の海兵隊士官を乗せた。また、追加で計826名の海軍と海兵隊員を乗せ単独で真珠湾へと向かい給油したのちにサンフランシスコへと戻った。
1945年10月22日に「カーライル」はサンフランシスコへ到着し、同日の夕方に兵員を下ろし占領軍の増援のため27名の米軍士官と237名の下士官を乗せ、横須賀へ単独で向かった。
11月13日の砲撃訓練にて20mm口径弾が昇温発火を起こす事故が発生した。破片により計4名が負傷したものの死傷者が出ることはなく、11月20日に横須賀海軍基地に錨を下ろし、数日間かけて乗組員を下船させた。
11月25日から27日にかけて「カーライル」は東京から沖縄へ進路を定め、84名の米兵と3名の士官を乗せシアトルへ29日にたどり着いた。
1946年1月1日、「カーライル」はシアトルから横須賀へと出発し、44名の士官と92名の下士官を東京で乗せ、1月26日にワシントン州へ戻った。
「カーライル」はクロスロード作戦の第1統合任務部隊（Joint Task Force 1）に割り当てられ、真珠湾へと向かうように命じられた。

### クロスロード作戦

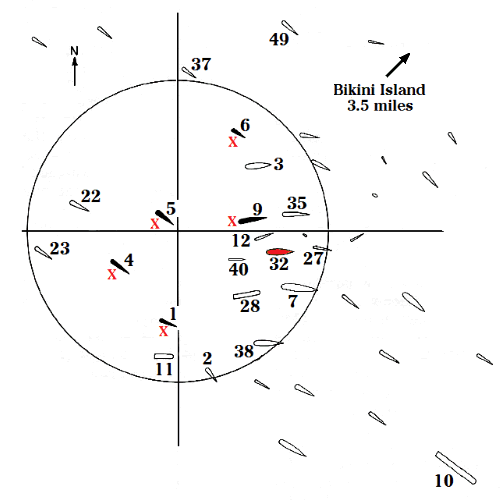
Able作戦の配置図、#4が「カーライル」。

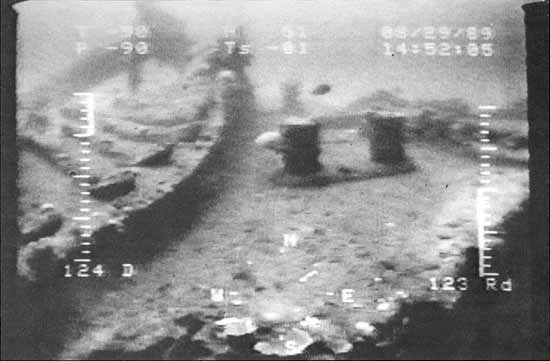
1989年に撮影された「カーライル」の艦尾の残骸。

2月4日、真珠湾で「カーライル」は兵装を解除され、18の標的となる予定の攻撃輸送艦の1隻としてビキニへと向かい、「ギリアム」の付近に係留された。
「カーライル」はAble作戦の爆発により1946年7月1日に沈没した。1946年7月1日に行われたAble作戦の核弾頭"ギルダ（Gilda）"から南西411mの地点に係留された。午前8時59分45秒にギルダが爆発、目標は戦艦「ネバダ」から大きく逸れ「カーライル」の南西411mで爆発した
ため船体が押しつぶされ、大きな損傷を受け沈没した。明確な時間は判明していないが、おおよそ9時10分から40分の間に沈没したとされる。

しかし「カーライル」より206m（165ヤード）遠方に配置された「クリッテンデン」も大きな損傷を受けたものの沈没は逃れられた。
これは爆風が「クリッテンデン」の艦首方向に受けたことで衝撃が緩和され沈没を逃れたことに対し、「カーライル」は爆風がビーム方向へ直撃したことに起因している。
同年8月15日、「カーライル」は退役し、アメリカ海軍船籍簿から外された。
「カーライル」は2つの海軍占領功労章を日本占領中に受賞した。

## 艦長
- ヒュー・R・アダムス（Hugh R. Adams）中佐 -1944年11月29日
- モーリス・J・カーリー（Cmdr. Maurice J. Carley）中佐 -1945年3月6日
- ロバート・A・ラヴ（Robert A. Love）中佐 -1945年12月12日
- エマニュエル・T・ゴイエット（Emanuel T. Goyett）中佐 -1945年12月12日

出典